# Binatlı Yılmaz Spor Kulübü
Binatlı Yılmaz Spor Kulübü è una società calcistica nordcipriota con sede nella città di Morfou, militante nella seconda serie del campionato nordcipriota.
Fondato nel 1940 da Mehmet Yıldırım, un insegnante locale, il club giocò nella città di Katō Polemidia (in turco Aşağı Binatlı) fino al 1974, anni della divisione dell'isola di Cipro. Da quel momento prese parte al campionato nord cipriota.
All'inizio degli anni 2000 il club visse il momento di massimo splendore vincendo il campionato nel 2003 e la coppa nazionale nel 2005.
I colori sociali sono il giallo e il verde e disputa le partite interne allo Stadio Zafer.

## Palmarès
- Campionato nordcipriota: 1

2002-2003
- Kıbrıs Kupası: 1

2004-2005